# 힘이 정의를 만든다
힘이 정의를 만든다(might makes right) 또는 힘이 옳다(might is right)는 권력을 가진 사람들이 도덕성의 기원이며, 사회의 옳고 그름에 대한 견해를 통제한다는 격언이다. 몬태규는 크라토크라시 또는 크라테로크라시(고대 그리스어: κράτος, 로마자 표기: krátos, 문자 그대로는 '힘; 힘')를 폭력이나 속임수를 통해 통제권을 장악할 만큼 강한 사람들이 운영하는 정부로 정의했다.
"힘이 정의를 만든다"는 전체주의 정권의 신조로 묘사되었다. 사회학자 막스 베버는 경제와 사회에서 국가의 권력과 도덕적 권위 간의 관계를 분석했다. 국제 정치의 현실주의 학자들은 권력이 주권 국가 간의 관계를 결정하는 "자연상태"를 설명하는 데 이 문구를 사용한다.

## 같이 보기
- 힘에 호소하는 논증
- 분할통치
- 프리드리히 니체
- 니콜로 마키아벨리
- 막스 슈티르너
- 멜로스의 대화
- 현실주의
- 사회진화론
- 적자생존
- 결투 재판